# 신교 자유령
신교 자유령(Declaration of Indulgence or Declaration for the Liberty of Conscience)은 1687년에 제임스 2세 (잉글랜드) 또는 제임스 7세 (스코틀랜드)에 의해 정해진 공식적인 선언문이다. 이것은 대영제국에서 종교의 자유를 위해서 행해진 첫번째 시발점이었다. 제임스 2세의 원래의 의도는 그의 종교였던 로마 가톨릭교회를 증진시키려는 것이었다.
이 선언으로 인해, 영국국교회에 강제적으로 가입하지 않고, 가정 또는 어디에서도 자유로이 종교적 행위, 즉 예배나 의식을 행할 수 있게 되었다. 윌리엄 펜에 의해 강한 지지를 받았지만, 영국국교회에서는 반대하였다.
스코틀랜드에서 1687년 2월 12일 처음 발행되었고 잉글랜드에서는 1687년 4월 4일 발행되었다.